# Gloed (Chirojeugd)

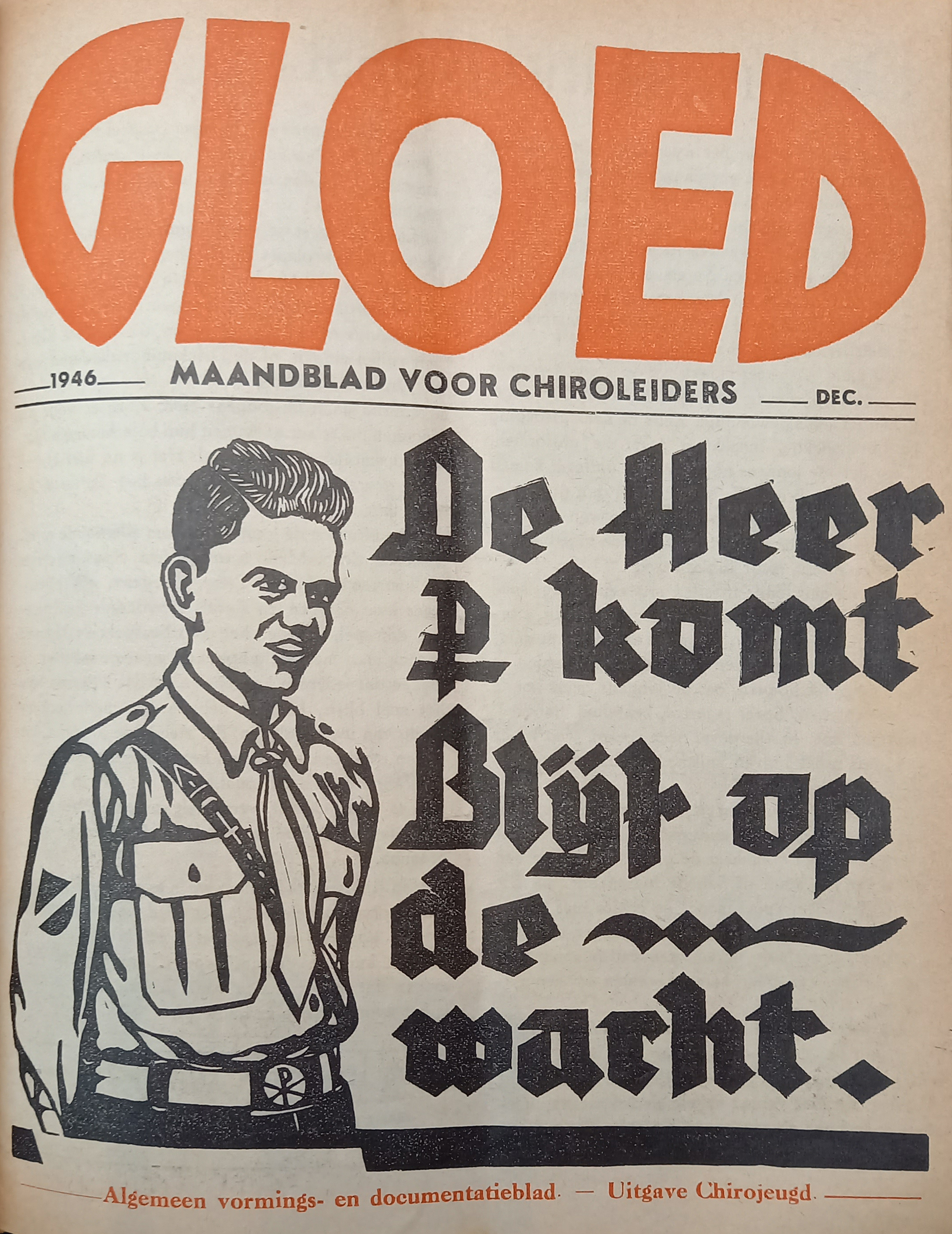
Gloed (december 1946)

Gloed was een nationaal tijdschrift voor de leiders van Chirojeugd Vlaanderen.
In navolging van het leidersblad Mededeelingen van Chirojeugd werd het eerste nummer van Gloed gedrukt in tweekleurendruk in mei 1946 met 800 abonnees. In 1953 had het reeds 2250 abonnementen. Vooral tijdens de periode dat de ridderromantiek in de Chiro hoogtij vierde, werd een sterke beleving van de stijl nagestreefd. In de jaren zestig onderging het blad stijlveranderingen.
Het maandblad Gloed was een waardevolle bron van informatie voor Chiroleiders. Het bood een breed scala aan inhoud, waaronder de essentiële principes van de Chirojeugd die waren afgeleid van "De Grondslagen van de Chirowerking", opgesteld door landbondsproost Bert Peeters. Om leiders op hun taak voor te bereiden publiceerde Gloed regelmatig oproepen om deel te nemen scholingscursussen, Heibrandcursussen en technische en hogere leiderscursussen. Daarnaast werd er elke maand het wachtwoord besproken met bijhorende actiepunten, evenals diverse activiteiten zoals spelideeën, vertelschema's, liederen en poppenspelen. De rubriek Wachtwoord veranderde midden jaren zestig in "Tip van de maand".
Bovendien bevatte het leidersblad gedetailleerde beschrijvingen en motiverende uitleg van verschillende stijlvormen die beschreven waren in het boek De Keure, zoals marcheren, formatie, uniformen, avond- en morgenwijdingen. Het bood ook nieuws over recente gebeurtenissen binnen en buiten de Chiro en de katholieke wereld, evenals updates over missies en Chiro-activiteiten in het buitenland. Daarnaast waren er ook artikelen gewijd aan de afdelingswerking, waarin handige tips en strategieën werden gedeeld. In de naoorlogse periode waren veel leiders door de lange dienstplicht ook soldaat. Zij kregen vanaf 1956 hun eigen rubriek Te Wapen. Om andere leiders te inspireren en aan te moedigen werden er lijsten gepubliceerd met behaalde leidersbrevetten, intreden in kloosters en inzamelacties.
Het blad dat aanvankelijk zeer bezielend was, groeide mee met de tijd en de artikels werden hedendaagser met een bredere kijk op de wereld. Verschillende generaties en duizenden leiders kregen inspiratie en ondersteuning door dit blad. De veranderende tijdsgeest, waarvan Top 64 het symbool werd, leidde tot een gemengde Chirowerking. Gloed smolt in januari 1975 samen met het leidstersblad Licht tot Licht & Gloed.

Gloed 1946 -1974
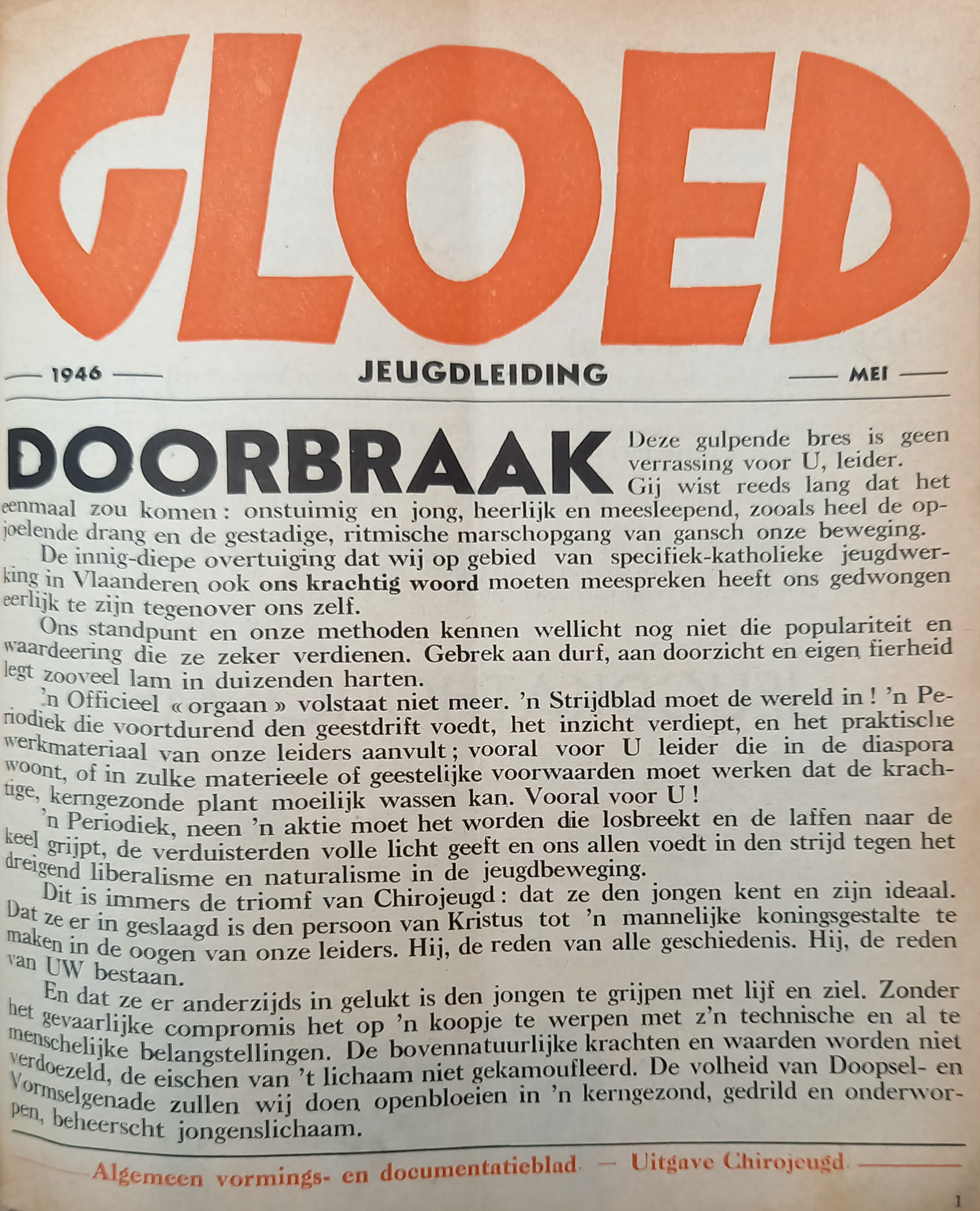
eerste nummer - mei 1946
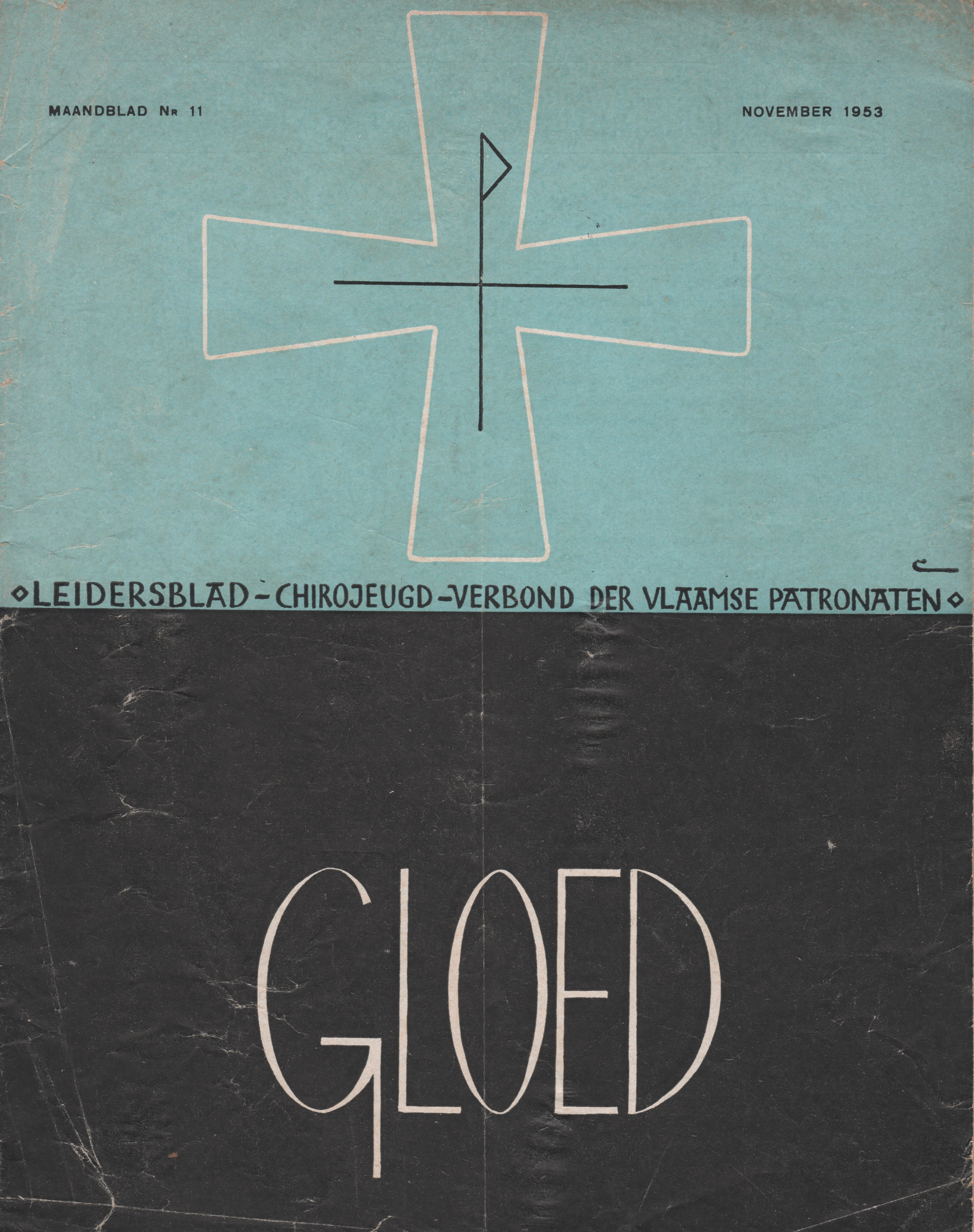
november 1953
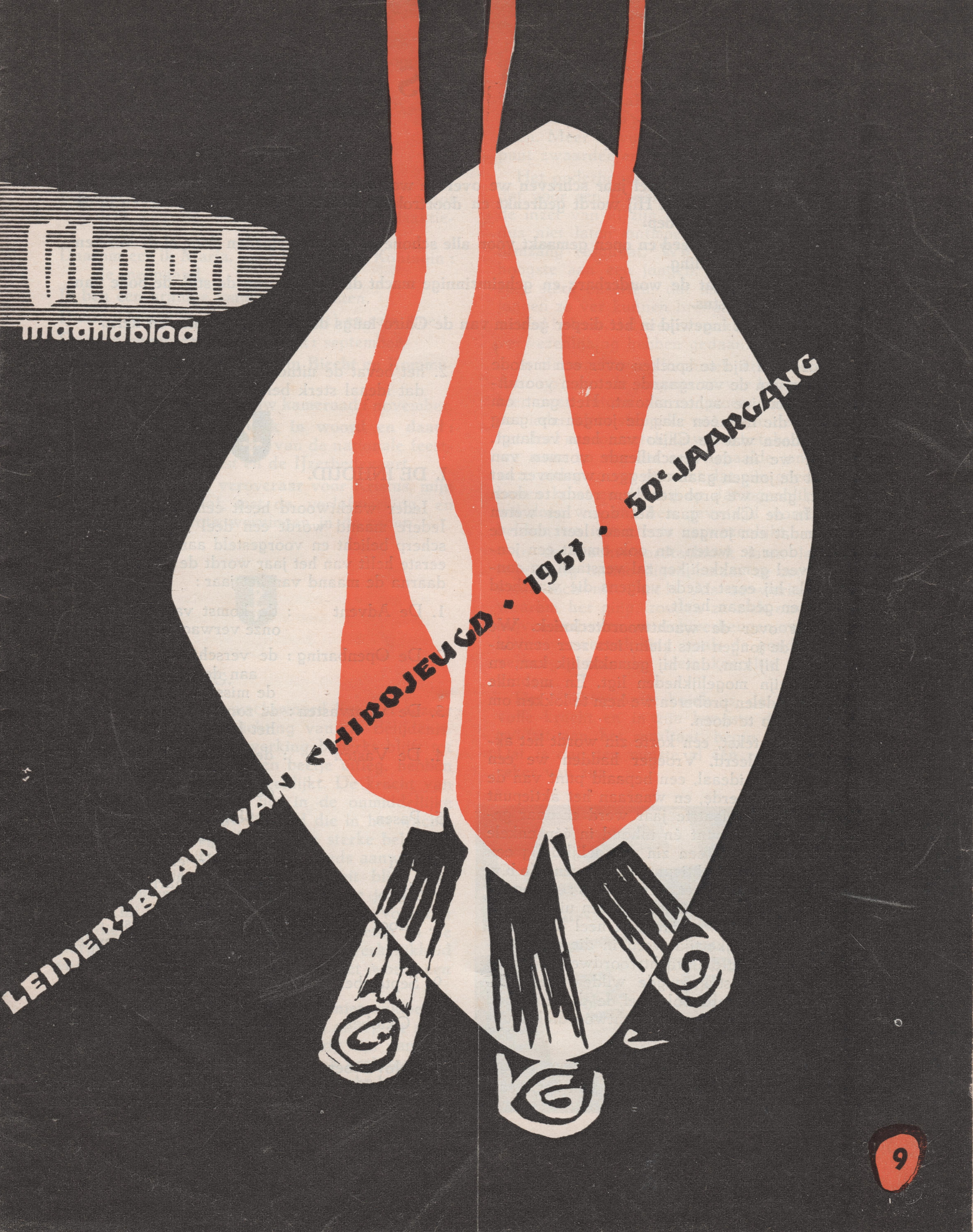
september 1957
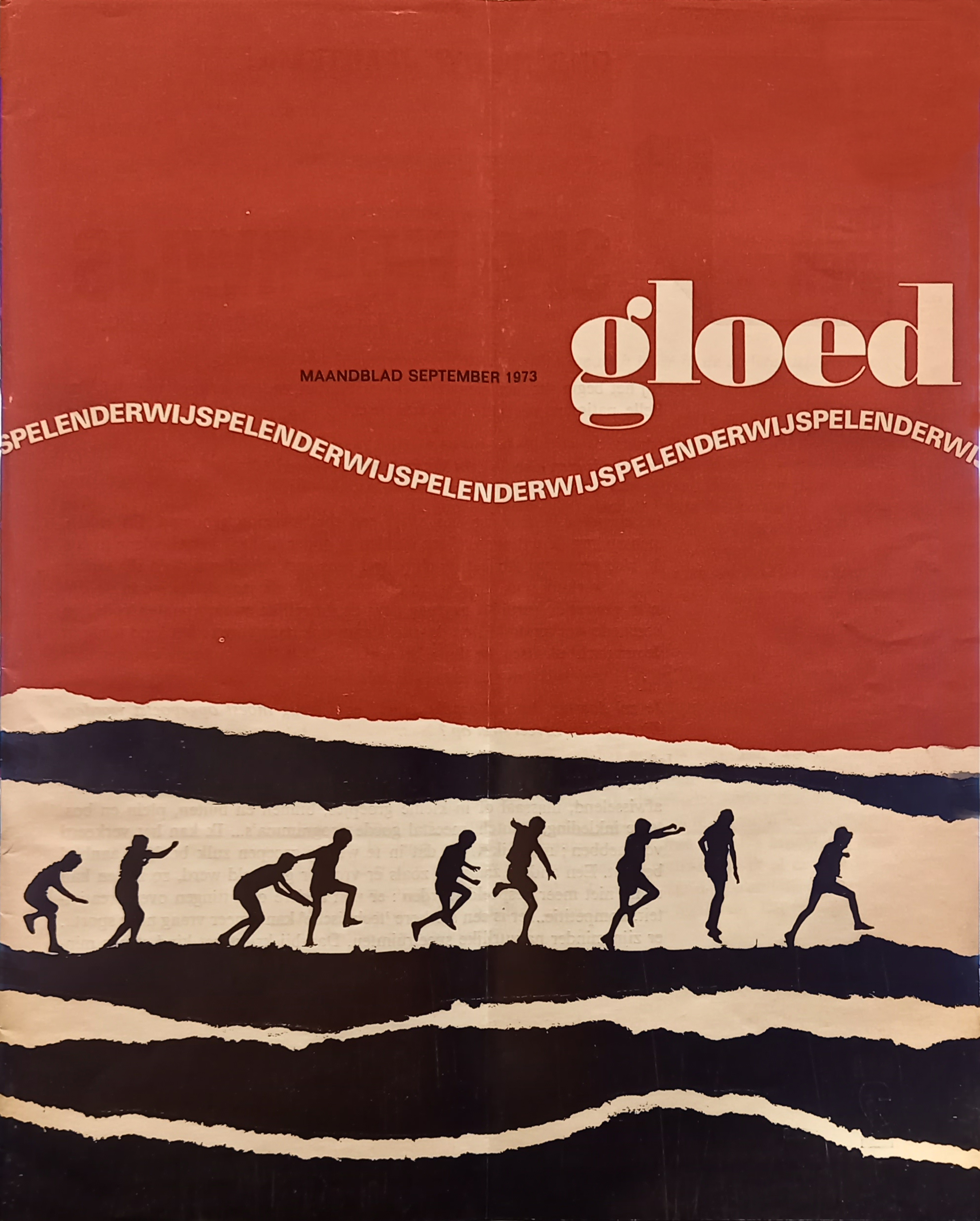
september 1973
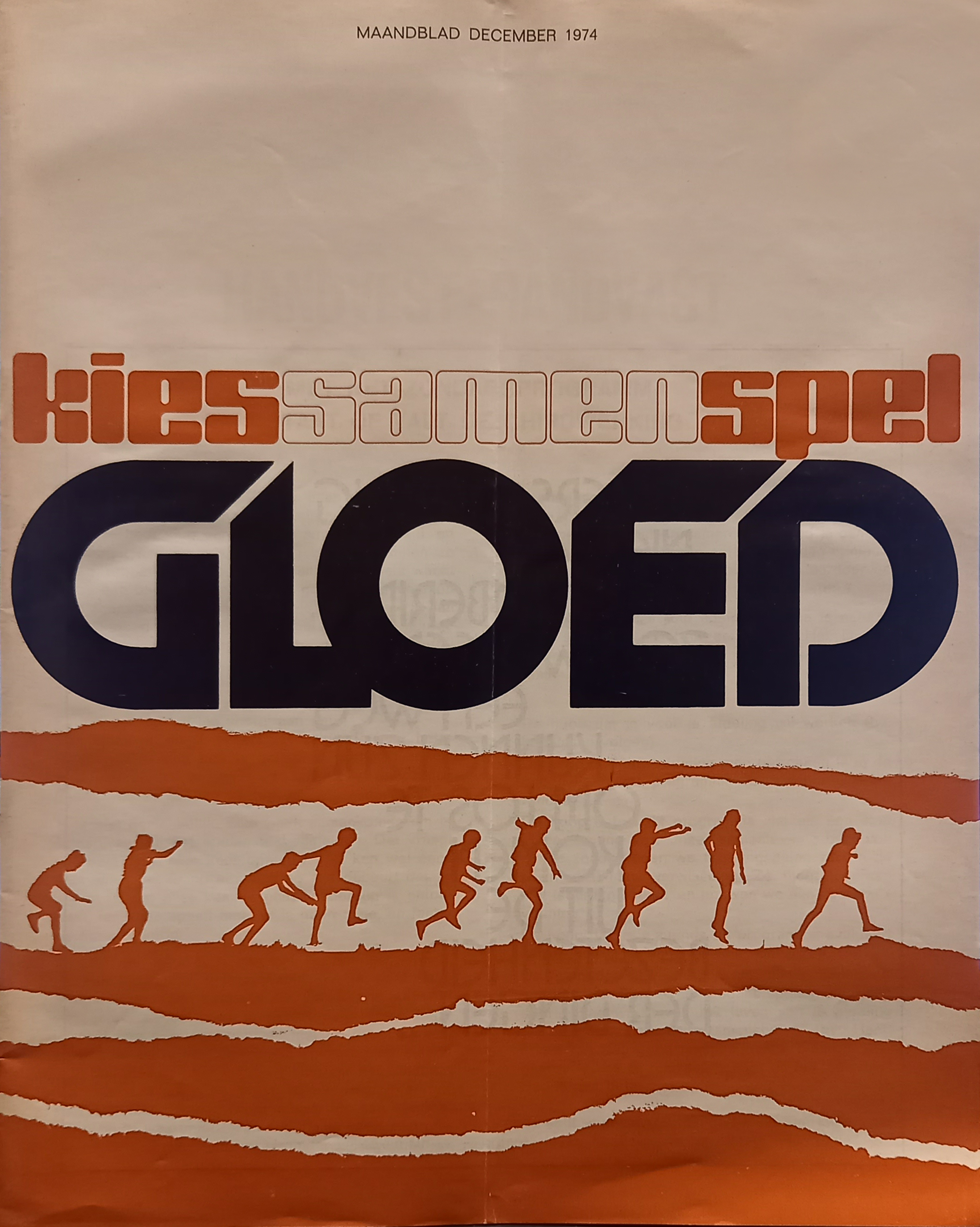
laatste nummer - december 1974